# Ribautodelphax collina
Ribautodelphax collina är en insektsart som först beskrevs av Karl Henrik Boheman 1847.  Ribautodelphax collina ingår i släktet Ribautodelphax och familjen sporrstritar. Inga underarter finns listade i Catalogue of Life.